# Jeremy Sarmiento
Jeremy Leonel Sarmiento Morante (sinh ngày 16 tháng 6 năm 2002) là một cầu thủ bóng đá chuyên nghiệp thi đấu ở vị trí tiền vệ cho câu lạc bộ Brighton & Hove Albion tại Premier League và đội tuyển quốc gia Ecuador.

## Thống kê sự nghiệp

### Câu lạc bộ
Tính đến ngày 4 tháng 5 năm 2024
| Câu lạc bộ                  | Mùa giải            | Giải đấu            | Giải đấu | Giải đấu | FA Cup | FA Cup | EFL Cup | EFL Cup | Khác | Khác | Tổng cộng | Tổng cộng |
| Câu lạc bộ                  | Mùa giải            | Hạng đấu            | Trận     | Bàn      | Trận   | Bàn    | Trận    | Bàn     | Trận | Bàn  | Trận      | Bàn       |
| --------------------------- | ------------------- | ------------------- | -------- | -------- | ------ | ------ | ------- | ------- | ---- | ---- | --------- | --------- |
| Brighton & Hove Albion      | 2021–22             | Premier League      | 5        | 0        | 0      | 0      | 2       | 0       | —    | —    | 7         | 0         |
| Brighton & Hove Albion      | 2022–23             | Premier League      | 9        | 0        | 2      | 0      | 1       | 0       | —    | —    | 12        | 0         |
| Brighton & Hove Albion      | Tổng cộng           | Tổng cộng           | 14       | 0        | 2      | 0      | 3       | 0       | 0    | 0    | 19        | 0         |
| West Bromwich Albion (mượn) | 2023–24             | EFL Championship    | 20       | 2        | 0      | 0      | 1       | 0       | —    | —    | 21        | 2         |
| Ipswich Town (mượn)         | 2023–24             | EFL Championship    | 20       | 3        | 2      | 1      | —       | —       | —    | —    | 22        | 4         |
| Tổng cộng sự nghiệp         | Tổng cộng sự nghiệp | Tổng cộng sự nghiệp | 54       | 5        | 4      | 1      | 4       | 0       | 0    | 0    | 62        | 6         |

### Quốc tế
Tính đến ngày 4 tháng 7 năm 2024
| Đội tuyển quốc gia | Năm  | Trận | Bàn |
| ------------------ | ---- | ---- | --- |
| Ecuador            | 2021 | 3    | 0   |
| Ecuador            | 2022 | 9    | 0   |
| Ecuador            | 2023 | 1    | 0   |
| Ecuador            | 2024 | 8    | 2   |
| Tổng               | Tổng | 21   | 2   |

Bàn thắng và kết quả của Ecuador được để trước.
| # | Ngày                | Địa điểm                                            | Đối thủ   | Bàn thắng | Kết quả | Giải đấu          |
| - | ------------------- | --------------------------------------------------- | --------- | --------- | ------- | ----------------- |
| 1 | 16 tháng 6 năm 2024 | Sân vận động Pratt & Whitney, East Hartford, Hoa Kỳ | Honduras  | 1–0       | 2–1     | Giao hữu          |
| 2 | 22 tháng 6 năm 2024 | Sân vận động Levi's, Santa Clara, Hoa Kỳ            | Venezuela | 1–0       | 1–2     | Copa América 2024 |

## Danh hiệu
Cá nhân
- Cầu thủ trẻ xuất sắc nhất mùa giải của Brighton & Hove Albion: 2021–22[7]